# Frecuencia de corte

Un diagrama de Bode de la respuesta frecuencial del filtro de Butterworth, con la frecuencia de corte marcada.(La pendiente es −20 dB por década que es igual que −6 dB por octava).

En física e ingeniería eléctrica, la frecuencia de corte es un límite en la  respuesta frecuencial de un sistema en el cual la energía que fluye a través del mismo se comienza a reducir (atenuar o reflejar) en lugar de pasar a través de él.

## Electrónica
La frecuencia, bien por arriba o bien por debajo de la cual el nivel de salida de un circuito, tal como una línea, amplificador o filtro se reduce al valor de - 3 dB = 50% de la potencia respecto al nivel de referencia de 0 dB = 100%. Es equivalente a decir que la señal de salida se reduce al 70,7 % respecto de la señal de entrada, o cuando se disipa la mitad de la potencia, o cuando hay un desfase de 45° respecto de la tensión de entrada.
Un filtro paso banda tiene dos frecuencias de corte y una frecuencia central, mientras que los filtros de paso alto y paso bajo tienen una sola frecuencia de corte. La frecuencia central de un filtro de paso banda es la media geométrica de las frecuencias de corte superior e inferior.

## Comunicaciones por radio
La frecuencia por debajo de la cual una onda de radio no consigue penetrar una capa de la ionosfera con el ángulo de incidencia requerido para la transmisión radioeléctrica entre dos puntos mediante reflexión en la capa.

## Guía de ondas
La frecuencia por debajo de la cual un determinado modo electromagnético no puede ser transmitido en un medio guiado. La frecuencia de corte de los modos TEM (transversal electromagnéticos) es cero. Los modos TE y TM que aparecen en guías de ondas (formadas por dieléctrico homogéneo lineal e isótropo y conductores perfectos) tienen frecuencias de corte no nulas que dependen no sólo de las características del dieléctrico por el que se propaga la energía, sino de la geometría de la guía de ondas que soporta el modo.